# Río Valga
El río Valga es un río del noroeste de la península ibérica que discurre por la  provincia de Pontevedra, Galicia, España.

## Curso
El Valga es un afluente del río Ulla, por la margen izquierda, y nace en la aldea de Requián, municipio de La Estrada, pasando por las parroquias de Valga, Xanza y Setecoros, municipio de Valga, en la que desemboca en el río mencionado, en la transición ya con la ría de Arosa.